# Louis XIII của Pháp
Louis XIII (27 tháng 9 1601—14 tháng 5 1643) là một vị vua thuộc vương triều Bourbon với tước hiệu là Vua của Pháp từ 1610 đến 1643 và Vua của Navarra (với danh xưng Louis II) từ 1610 đến 1620, khi ngai vàng Navarra hợp nhất với ngai vàng Pháp.
Ngay trước ngày sinh nhật lần thứ 9, Louis trở thành vua của Pháp và Navarra sau khi phụ thân là Henry IV bị ám sát. Mẫu thân ông, Marie de' Medici, cai trị như nhiếp chính vì ông còn thơ ấu. Sự cai trị tồi tệ đối với vương quốc và những mưu đồ chính trị xấu xa của Marie cùng tình nhân người Ý của bà ta khiến vị vua trẻ cảm thấy bất bình, ông giành lại quyền lực năm 1617, trục xuất thái hậu khỏi triều đình và xử tử những người thân tín của bà ta, bao gồm Concino Concini, là người Ý có ảnh hưởng lớn nhất trong triều đình Pháp lúc đó.
Louis XIII, lầm lì và đa nghi, đã phải cai trị dựa vào các đại thần đầu triều, ban đầu là Charles d'Albert, Công tước Luynes rồi Hồng y Richelieu, để có thể cai trị vương quốc Pháp. Nhà vua và Hồng y được tưởng nhớ đến vì đã thành lập Viện Hàn lâm Pháp, và chấm dứt được khởi nghĩa của các quý tộc Pháp. Triều đại của Louis "người Công Minh" cũng được ghi nhận với những cuộc chiến tranh chống người Huguenots và Harsburg Tây Ban Nha.
Chiến thắng vĩ đại nhất của người Pháp trong cuộc chiến với Hoàng gia Habsburg trong giai đoạn 1635-1659 đã đến ở Trận Rocroi (1643), năm ngày trước khi nhà vua băng hà vì biến chứng của bệnh lao trong ruột. Trận chiến này đặt dấu chấm dứt cho sự thống trị quân sự của người Tây Ban Nha ở châu Âu và khởi đầu cho một thời đại huy hoàng của Pháp quốc dưới triều con trai và người thừa kế của ông, Louis XIV.

## Cuộc sống ban đầu, 1601–1610
Chào đời tại Château de Fontainebleau, Louis XIII là hoàng trưởng tử của Vua Henry IV của Pháp với người vợ thứ hai của ông ta, Marie de' Medici. Là con trai của nhà vua, ông được tấn phong Fils de France ("người con của nước Pháp"), và với thân phận trưởng tử, ông được phong Dauphin of France (tương đương Thái tử nước Pháp). Cha ông Henry IV là vị vua Pháp đầu tiên thuộc hoàng triều Bourbon, kế vị người anh họ 9 đời, Henry III của Pháp (1574–1589), theo quy định của Đạo luật Salic. Ông bà nội của Louis XIII là Antoine de Bourbon, Công tước Vendôme, và Jeanne III của Navarra, Nữ hoàng Navarra. Ông bà ngoại của ông là Francesco I de' Medici, Đại Công tước Tuscany, và Joanna của Áo, Đại Công nương Tuscany. Eleonora de' Medici, bà dì của Louis, là người mẹ đỡ đầu của ông.
Đại sứ mà vua James I của Anh gửi đến triều đình Pháp, Edward Herbert, Nam tước Herbert thứ nhất của Cherbury, người đã được triều kiến Louis XIII, nhận nhận xét về những chướng ngại bẩm  sinh của Louis về giọng nói cũng như đôi hàm răng của ông:
...Hạ thần đã trình bày với Nhà vua [Louis] một bức thư nhân danh lòng tin của Thánh thượng [James]: Nhà vua [Louis] đảm bảo cho hạ thần một đáp lại tình cảm của Thánh thượng, và chào đón Hạ thần vào triều đình của ông ta bằng nghi lễ rất long trọng: ông ấy không nói nhiều, giống như là extream Bản mẫu:Nguyên văn nói lắp mà ông ta đôi khi phải đưa cái lưỡi ra khỏi miệng của mình trước khi ông ta nói nhiều hơn một từ; ông ta có một đôi hàm răng, và thần quan sát rằng ông ta không bao giờ, hoặc rất ít khi khạc nhổ hay hà hơi, hay thường hay đổ mồ hôi, 'mặc dù ông ta rất dành rất nhiều thời gian, và gần như là không biết mệt mỏi với công việc săn bắn thú và chim, gần như là ông ta nghiện...

## Thái hậu nhiếp chính, 1610–17

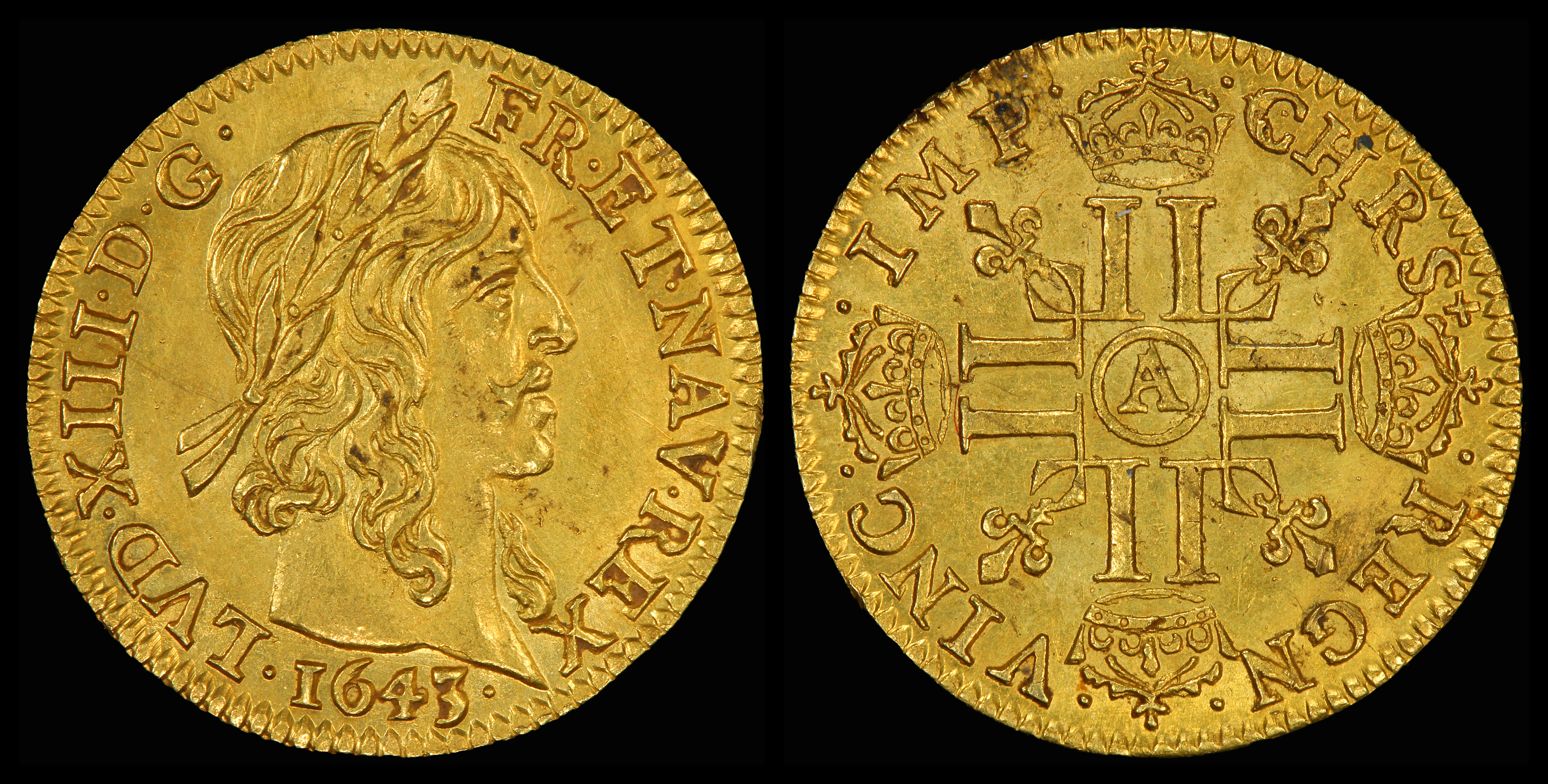
Đồng tin in nửa khuôn mặt Louis XIII (1643)

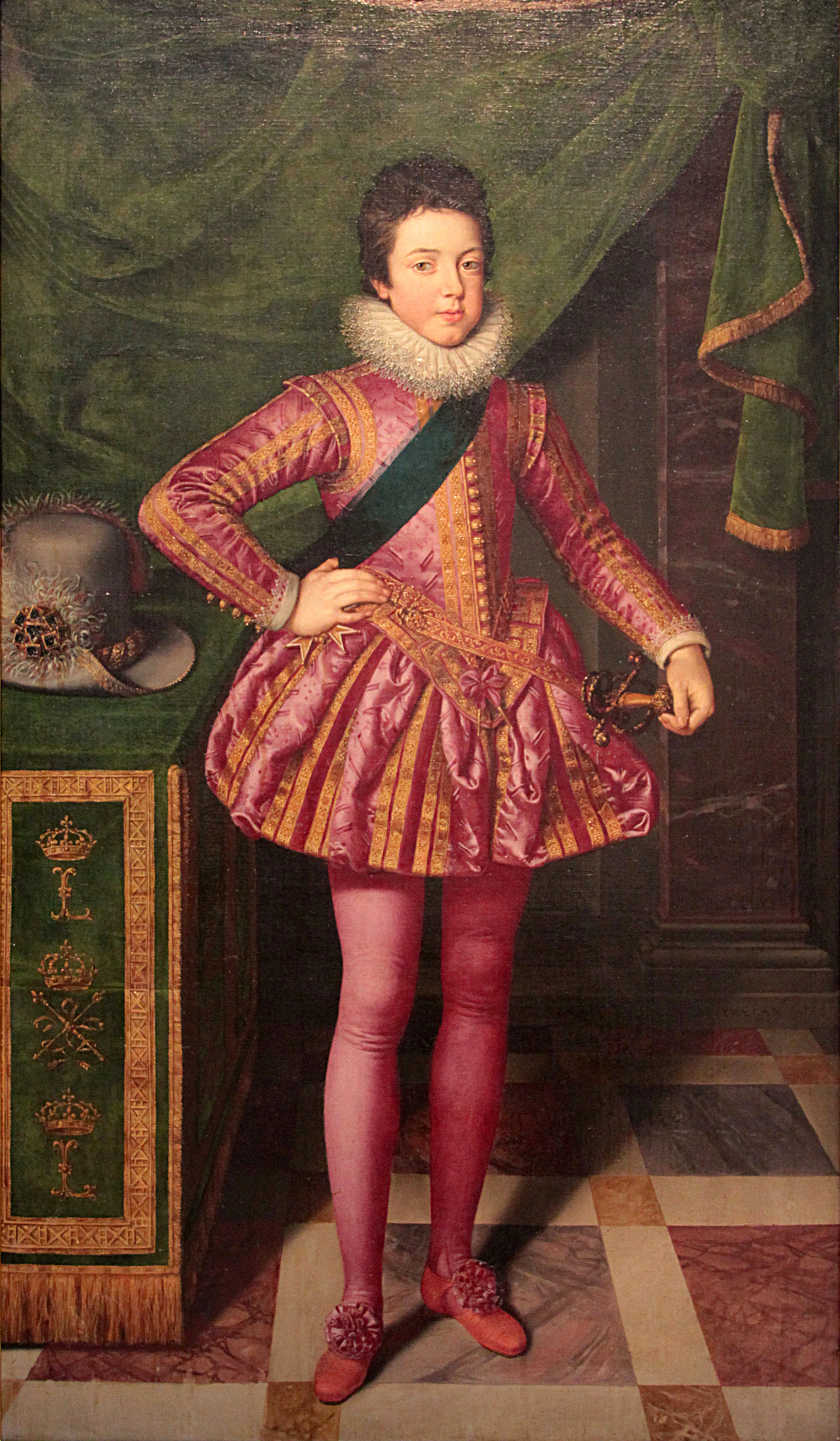
Louis XIII, họa phẩm của Frans Pourbus trẻ (1611) (Palazzo Pitti)

Louis XIII lên ngôi vua vào năm 1610 sau khi phụ thân bị ám sát. Mẫu thân ông Marie de' Medici làm nhiếp chính Regent cho đến năm 1617. Mặc dù Louis XIII đã được coi như trưởng thành (theo quan niệm thời đó) vào năm 13 tuổi (1614), nhưng Thái hậu không chịu từ chức Nhiếp chính cho đến năm 1617. Marie giữ lại hầu hết bộ máy quan lại trong chính phủ thời người chồng quá cố, với ngoại lệ là Maximilien I de Béthune, Công tước Sully, người không được lòng thần dân trong nước. Thái hậu chủ yếu dựa vào Nicolas de Neufville, Lãnh chúa Villeroy, Noël Brûlart de Sillery, và Pierre Jeannin, là những người tư vấn chính trị chủ yếu. Marie theo đuổi chính sách ôn hòa, ban hành Chỉ dụ Nantes. Tuy nhiên bà ta không đủ khả năng để ngăn chặn cuộc nổi loạn của các quý tộc, ví dụ như Henri, Hoàng thân Condé (1588–1646), người đứng ở dòng thứ hai trong danh sách thừa kế sau người con trai còn sống sót thứ hai của Mary là Gaston, Công tước Orléans. Condé tranh cãi với Marie năm 1614, và sau một thời gian ngắn đã khởi binh, nhưng ông không tìm được sự ủng hộ trong nước, và Marie có thể triệu tập quân đội của bà để đối phó. Tuy nhiên, thái hậu lại đồng ý triệu tập Hội nghị Ba đẳng cấp để giải quyết những bất bình của Condé'.
Hội nghị Tam đẳng bị hoãn lại cho đến khi Louis XIII chính thức bước sang tuổi 13. Mặc Louis đã đến tuổi có thể đích thân chấp chính, nhưng trên thực tế, quyền hành trong tay thái hậu. Hội nghị Tam đẳng diễn ra nhanh chóng, phần nhiều thời gian Hội nghị được dùng để bàn về quan hệ của Pháp với Giáo hoàng và việc mua quan bán tước, nhưng không có nghị quyết nào được đưa ra.
Từ năm 1615, Marie ngày càng phụ thuộc vào đại thần người Ý Concino Concini, sủng thần của bà ta. Concini không được lòng người dân bởi ông ta là người ngoại quốc. Điều này làm Condé tức giận, ông phát động một cuộc nổi dậy khác vào năm 1616. Những người Huguenot ủng hộ cuộc nổi dậy của Condé, điều này khiến cho nhà vua Louis nhận định rằng người Huguenot sẽ không trung thành với mình. Cuối cùng, Condé và Thái hậu Marie làm hòa với nhau bằng Hiệp ước Loudun, theo đó Condé nắm quyền lực lớn trong chính phủ, nhưng không loại bỏ Concini. Với việc Concini ngày càng không được lòng giới quý tộc, Thái hậu Marie, với sự giúp sức của Louis, tống giam Condé để bảo vệ Concini, dẫn đến một cuộc nổi dậy mới chống lại bà ta và Concini.
Trong khi đó, Charles d'Albert, Grand Falconer của Pháp, thuyết phục Louis XIII rằng ông nên loại bỏ mẹ mình và giúp đỡ phe nổi dậy. Louis dàn dựng sự kiện coup d'état. Kết quả là, Concino Concini bị ám sát ngày 24 tháng 4 năm 1617. Góa phụ của ông ta, Leonora Dori Galigaï, bị kết tội là phù thủy, bị kết án và bị chém đầu, và hỏa thiêu ngày 8 tháng 7 năm 1617, và Marie bị đày tới Blois. Sau đó, Louis tấn phong tước hiệu Công tước Luynes cho d'Albert.

## Quyền lực trong tay Charles de Luynes, 1617 – 21
Luynes sớm mất lòng dân giống như Concini trước đây. Các quý tộc khác bực bội vì ông ta khống chế nhà vua. Luynes bị xem là kém trình độ hơn so với các đại thần thời Henry IV, phần nhiều trong số họ đã già cả hoặc đã chết, hoặc là theo phe của Marie de' Medici.
Chiến tranh Ba mươi năm nổ ra năm 1618. Triều đình Pháp bước đầu phải đứng về một trong hai phe. Một mặc, truyền thống đối đầu giữa nước Pháp và Nhà Habsburg có thể khiến Pháp đứng về phe Tin Lành (và phụ thân của Louis là Henri IV của Pháp từng là lãnh tụ phe Huguenot). Nhưng mặc khác, Louis XIII được giáo dưỡng nghiêm ngặt trong đức tin Công giáo, và vì thế ông có khuynh hướng ủng hộ Hoàng đế La Mã Thần thánh, gia tộc Habsburg là Ferdinand II.
Các quý tộc Pháp đã nổi dậy nhằm buộc Luynes phải thủ tiêu thuế tax vào năm 1618 và việc bán quan tước năm 1620. Từ nơi bị lưu đày ở Blois, thái hậu Marie de' Medici trở thành người mà bọn người bất mãn hướng tới, và Giám mục Luçon (được phong Hồng y Richelieu năm 1622) được bà ta cử làm người cố vấn hàng đầu, đảm nhận việc trao đổi thư từ giữa Marie và nhà vua.
Các quý tộc đã nổi dậy vào năm 1620, nhưng lực lượng của họ dễ dàng bị quân hoàng gia đánh tan ở trận Les Ponts-de-Cé vào tháng 8 năm 1620. Louis sau đó tổ chức một cuộc viễn chinh chống lại phe Huguenots của Béarn, những người phủ nhận các chính sách của hoàng gia. Cuộc viễn chinh này có mục đích là tái lập lại Công giáo như là tôn giáo chính thức ở Béarn. Tuy nhiên, đoàn quân viễn chinh Béarn lại chuyển hướng tấn công sang những người Huguenots ở các tỉnh khác hiện đang nổ ra một cuộc khởi nghĩa dưới sự lãnh đạo của Henri, Công tước Rohan.
Năm 1621, Louis XIII chính thức hòa giải với mẫu thân. Luynes được bổ nhiệm làm Nguyên soái của Pháp, sau đó ông và Louis lập kế hoạch dập tắt cuộc nổi dậy của phe Huguenot. Cuộc bao vây thành trì của người Huguenot, Montauban đã phải bị hủy bỏ ba tháng sau đó do quân đội hoàng gia bị thương vong do sốt rét trong quân ngũ. Một trong những nạn nhân của dịch bệnh đó là Luynes, ông qua đời tháng 12 năm 1621.

## Cai trị bởi hội đồng, 1622–24

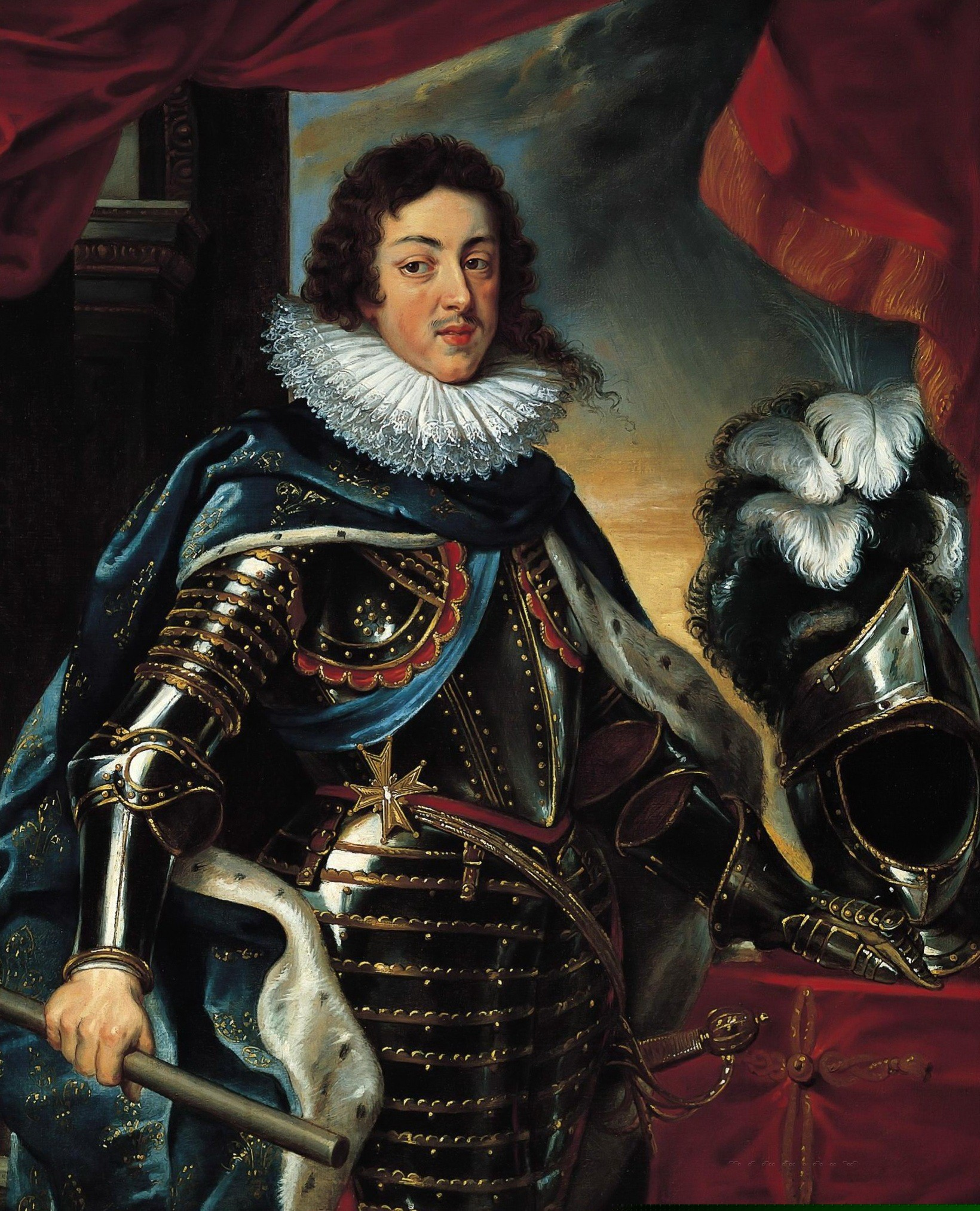
Louis XIII, Nhà vua chiến binh

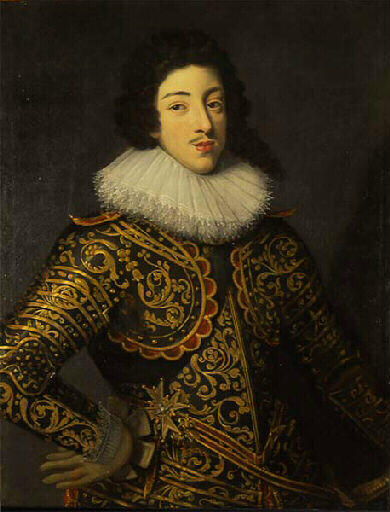
Louis XIII, bởi Frans Pourbus Trẻ (1620)

Sau cái chết của Luynes, Louis quyết định rằng ông sẽ cai trị thông qua hội đồng. Thái hậu trở về từ nơi bị lưu đày, và trong năm 1622 bà tham gia vào Hội đồng, lúc đó Condé đang muốn dùng bạo lực đàn áp phe Huguenots. Tuy nhiên chiến dịch năm 1622, diễn ra theo đúng kịch bản của những cuộc chiến trước: quân hoàng gia giành một số thắng lợi ban đầu, nhưng bị chặn đứng trong một cuộc bao vây, lần này là thất bại ở Montpellier.
Cuộc nổi dậy chấm dứt bằng Hiệp ước Montpellier, được ký giữa Louis XIII và Công tước Rohan tháng 10 năm 1622. Hiệp ước xác nhận những quy định của Chỉ dụ Nantes: nhiều pháo đài của phe Huguenot bị san bằng, nhưng người Huguenots giữ được quyền kiểm soát Montauban và La Rochelle.
Louis đã cách chức Noël Brûlart de Sillery và Pierre Brûlart năm 1624 vì ông không đồng tình với cách họ hành xử ngoại giao về vấn đề Valtellina với Tây Ban Nha. Valtellina là khu vực mà người Công giáo nằm dưới sự kiểm soát của phe Tin Lành Ba đồng minh. Nó là một tuyết đường quan trọng tới Ý cho người Pháp và cũng là một tuyết đường thông thương giữ Tây Ban Nha với Thánh chế La Mã, đặc biệt là việc hỗ trợ quân sự lẫn nhau nếu cần thiết. Tây Ban Nha không ngừng can thiệp vào Valtellina, làm chọc tức Louis, vì ông cũng muốn có được vùng đất chiến lược này. (Trong những năm đó, Vương quốc Pháp theo nghĩa đen đã bị bao bọc giữa hai vương quốc của nhà Habsburgs là Vương quốc Tây Ban Nha cũng như Đế chế La Mã Thần thánh. Thêm vào đó, nhà Habsburg và Đế quốc còn kiểm soát luôn những vùng đất ngày nay thuộc lãnh thổ Bỉ, Hà Lan, Luxembourg, Đức, Áo, Hungary, và miền bắc Ý...) Ông tìm ra được một lời khuyên tốt hơn từ Giám đốc Tài chính Charles de La Vieuville, người có cái nhìn về chuyện Tây Ban Nha giống như nhà vua, và khuyên Louis đứng về phe Hà Lan với hiệp ước Compiègne.
Tuy nhiên, La Vieuville bị sa thải vào giữa năm 1624, nguyên nhân là do cách hành xử của mình (trong thời kì tại chức ông ta kiêu ngạo và thiếu năng lực) và vì sự chống đối của đối thủ chính của ông ta, Hồng y Richelieu. Louis cần một Chấp chính quan mới; và đó là Hồng y Richelieu.

## Chính phủ của Hồng y Cardinal Richelieu, 1624–42

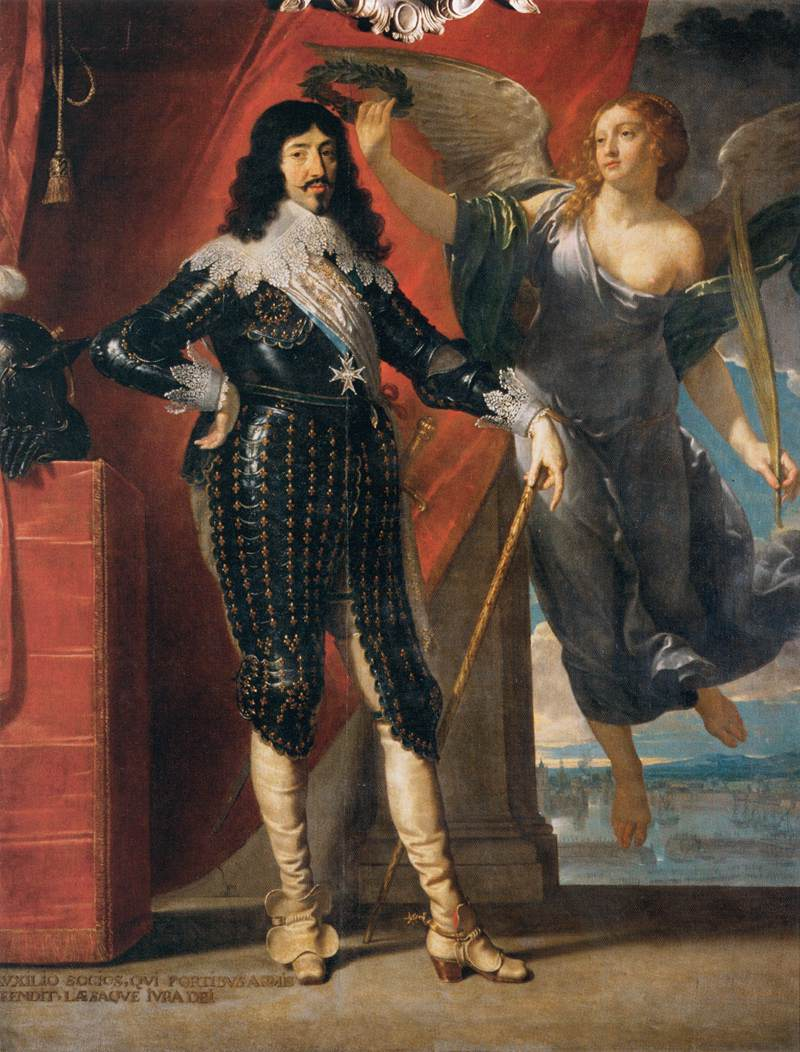
Louis XIII Crowned by Victory (Siege of La Rochelle, 1628), Philippe de Champaigne, musée du Louvre

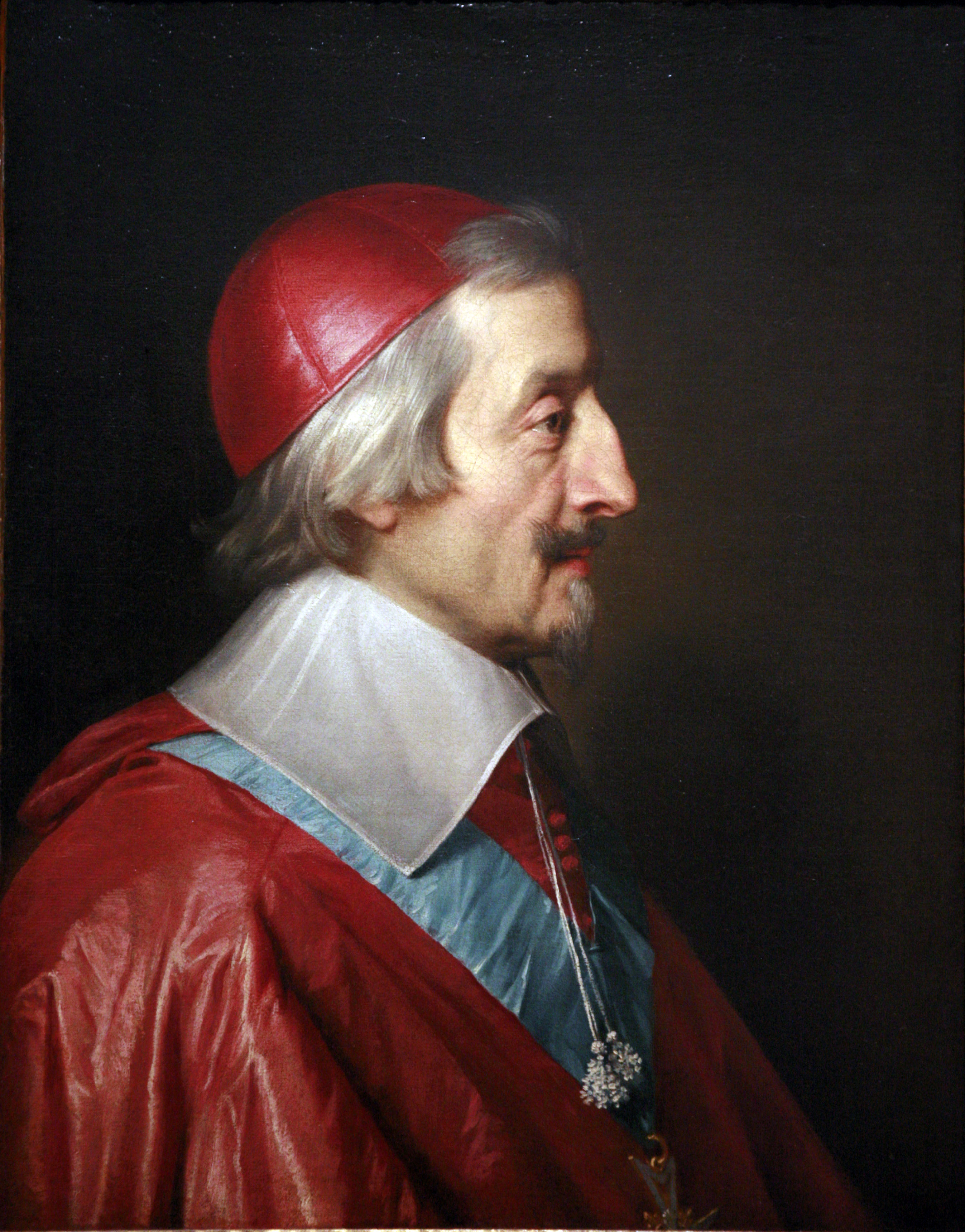
Hồng y Richelieu, Họa phẩm của Philippe de Champaigne (1642)

Hồng y Richelieu là người lãnh đạo triều đình của Louis XIII từ 1624, quyết định số phận của nước Pháp trong 18 năm tiếp theo. Kết quả của những chính sách của Richelieu, Louis XIII trở thành một trong những vị vua chuyên chế đầu tiên. Dưới thời Louis và Richelieu, triều đình đã can thiệp thành công vào Chiến tranh Ba mươi năm chống lại triều đình Habsburgs, kiềm chế các quý tộc Pháp gần gũi với hoàng gia, và rút lại những ưu đãi về chính trị, quân sự ban cho người Huguenots dưới thời Henry IV (trong khi vẫn cho họ có quyền tự do tôn giáo). Louis XIII đã có chiến thắng quan trọng trong chiến dịch Bao vây La Rochelle. Thêm vào đó, Louis đã cho hiện đại hóa Le Havre, và xây dựng một lực lượng hải quân hùng hậu.
Louis cũng hành động để đảo ngược xu thế của các nghệ sĩ triển vọng người Pháp, cho phép họ đến Italy làm việc bà nghiên cứu. Ông đã ủy thác cho họa sĩ Nicolas Poussin và Philippe de Champaigne trang trí Cung điện Louvre. Về vấn đề đối ngoại, Louis đã có công phát triển và quản lý New France, mở rộng các thuộc địa về phía tây dọc theo sông Saint Lawrence từ Quebec City đến Montreal.

## Hôn nhân

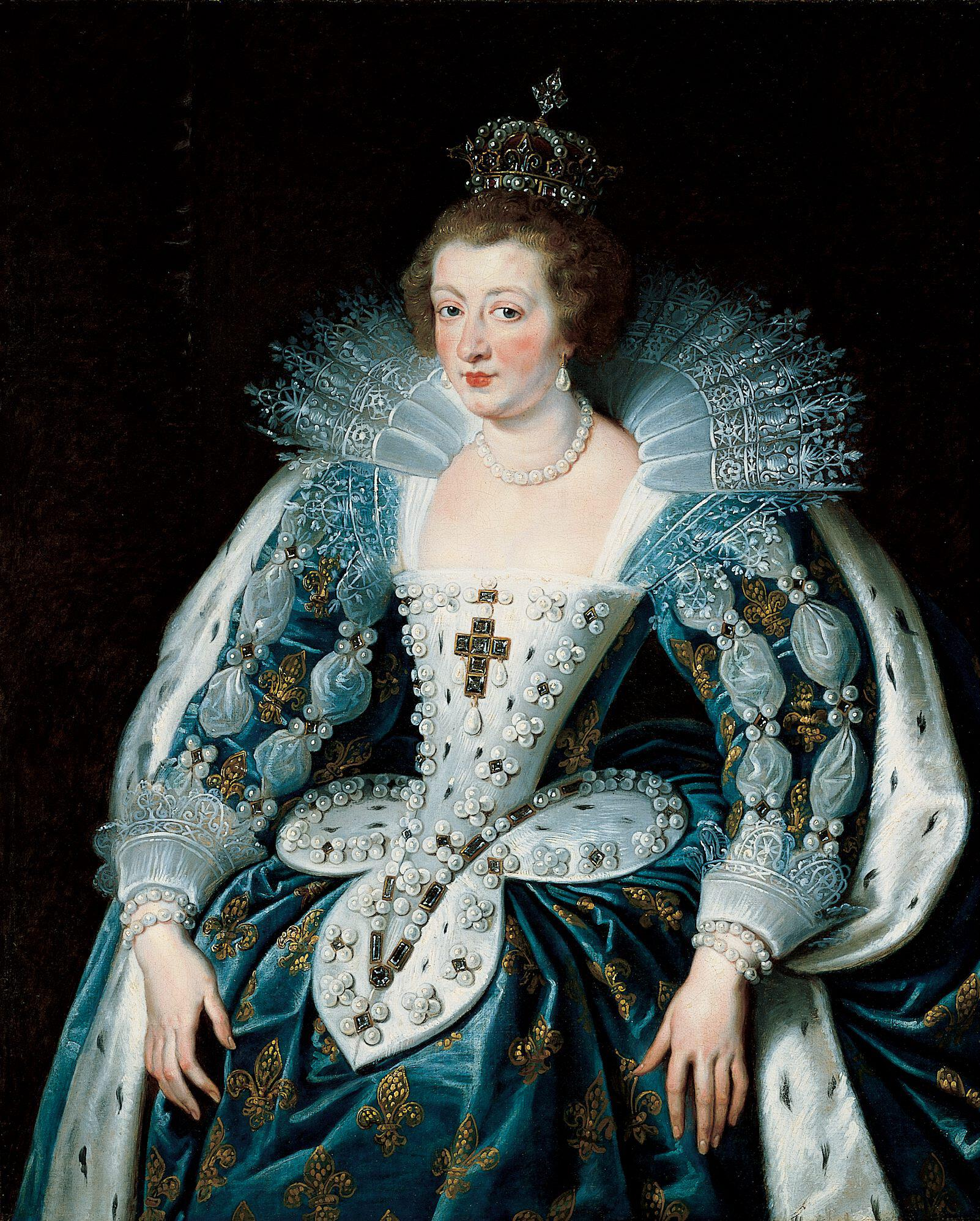
Ana của Áo, Hoàng hậu nước Pháp, vợ vua Louis XIII, bởi Peter Paul Rubens (1625)

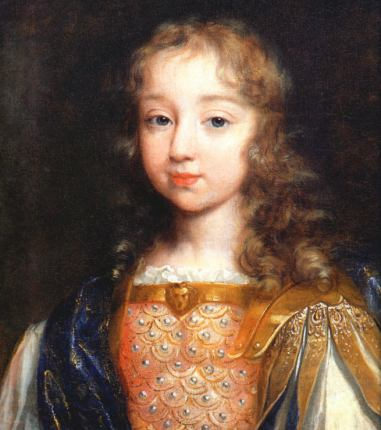
Louis XIV khi còn là một cậu con nít, con trai của Louis XIII, bởi Philippe de Champaigne

Ngày 24 tháng 11 năm 1615, Louis XIII thành hôn với Anne of Austria, con gái vua Felipe III của Tây Ban Nha. Cuộc hôn nhân này dựa theo truyền thống liên minh chính trị thông qua hôn nhân giữa hai hoàng gia Công giáo là Pháp và Tây Ban Nha. Truyền thống này bắt đầu từ cuộc hôn nhân giữa Felipe II của Tây Ban Nha với Công chúa nước Pháp là Elisabeth của Valois. Nhưng hai vợ chồng chỉ hạnh phúc được một thời gian ngắn, và những đại sự của nhà vua khiến họ chẳng mấy khi gặp nhau. Sau 23 năm kết hôn với 4 đứa con không được chào đời, Anne cuối cùng cũng đã hạ sinh một hoàng nam vào ngày 5 tháng 9 năm 1638, về sau chính là Louis XIV của Pháp.
Nhiều người coi sự chào đời của thái tử là một phép lạ, và trong một bữa tiệc tạ ơn Chúa vì sự ra đời được mong mỏi mấy mươi năm của người thừa kế, nhà vua và hoàng hậu đặt tên cho cậu bé là Louis-Dieudonné ("Chúa ban cho"). Để bày tỏ lòng biết ơn, vào khoảng khoảng 7 tháng trước khi hoàng tử chào đời, Louis XIII đã cầu khẩn Đức Mẹ Maria, nhiều người tin rằng, các phép lạ đã đến từ đó Tuy nhiên, các văn bản không đề cập đến việc mang thai của hoàng gia và sinh là một trong những lý do của nó. Ngoài ra, Louis XIII mình được cho là đã bày tỏ thái độ hoài nghi của ông liên quan đến các phép lạ sau khi sinh của con trai mình. Đê tỏ lòng biết ơn Chúa vì đã cho mình một hoàng nhi, Hoàng hậu cho xây dựng Tu viện Benedictine thuộc Val-de-Grâce,nơi mà hính Louis XIV biến nó thành nhà thờ, một kiệt tác đầu tiên trong quần thể kiến trúc French Baroque.

## Con cái
Hoàng hậu Anna mang thai sáu lần, trong đó có hai người con sống sót:
| Tên                   | Sinh và mất                      | Ghi chú |
| --------------------- | -------------------------------- | --- |
| Sẩy thai              | Tháng 12 1619                    | |
| Sẩy thai              | 14 tháng 3 năm 1622              | |
| Sẩy thai              | 1626                             | |
| Sẩy thai              | Tháng 4 1631                     | |
| Louis XIV của Pháp    | 5 tháng 9 1638 – 1 tháng 9 1715  | Kết hôn với María Teresa của Tây Ban Nha (1638–83) năm 1660. Có con                                                                               |
| Philippe I xứ Orléans | 21 tháng 9 1640 – 8 tháng 6 1701 | Kết hôn lần 1 với Henrietta của Anh (1644–70) năm 1661. Có con. Kết hôn lần 2 với Elisabeth Charlotte của Palatinate (1652–1722) năm 1671. Có con |

## Giới tính
Không có chứng cứ nào cho thấy Louis XIII có tình nhân khác ngoài hoàng hậu (do đó ông được xưng tụng là "Louis Trong sạch"), nhưng có những thông tin đồn đại một cách bóng gió rằng ông là người đồng tính hoặc là lưỡng tính. Sự tín nhiệm của vị vua thiếu niên ngày càng tăng dành cho các cận thần nam, và ông nhanh chóng phát triển nó thành một tình cảm mãnh liệt đến yêu thích, dành cho Charles d'Albert, mặc dù không có bằng chứng cho thấy họ từng kê gian với nhau. Gédéon Tallemant des Réaux, rút thông tin từ những tin đồn truyền đến tai ông ta bởi một nhà phê bình Đức vua (Hầu tước phu nhân Rambouillet), suy đoán chắc chắn trong quyển Historiettes của ông về những gì xảy ra trên long sàn của nhà vua.
Tiếp theo là mối tình với một vị bạch mã ôn, François de Baradas, đã kết thúc khi ông này mất đi sự sủng ái vì tham gia một cuộc đầu tay đôi sau vốn bị hoàng gia cấm chỉ.
Louis cũng được cho là bị quyết rũ bởi Henri Coiffier de Ruzé, Hầu tước Cinq-Mars, người về sau bị xử tử vì làm nội gián cho phía Tây Ban Nha trong thời gian chiến tranh. Tallemant mô tả về việc này, nhà vua "đòi M. le Grand [de Cinq-Mars] cởi quần áo, người trở lại, ăn mặc giống như một câu dâu. 'Lên giường, lên giường' ông nói với cậu ta một cách sốt ruột... và không có chút dễ thương nào trước khi nhà vua hôn lên tay anh ta."

## Qua đời
Louis XIII giá băng ở Paris ngày 14 tháng 5 năm 1643, đúng 33 năm sau cái chết của phụ thân ông. Theo như nhà viết tiểu sử A. Lloyd Moote, "Ruột của Thánh thượng bị viêm và loét, khiến cho việc tiêu hóa gần như là không thể, bệnh lao đã di căn đến phổi của Ngài, kèm theo việc lên cơn ho thường xuyên. Một trong những bệnh quan trọng, hoặc sự tích tụ của những vấn đề nhỏ, có thể đã bị giết Thánh thượng, không phải đề cập đến những điểm yếu tâm lý khiến ông dễ bị bệnh hoặc thuốc bác sĩ của ông 'của dung dịch thụt tháo và chảy máu, vẫn tiếp tục ngay đến cái chết của ông."

## Tổ tiên
|  |                                                  |  |  |  |  |  |  |  |  |  |  |  |  |  |  |  |
|  | 16. François de Bourbon, Bá tước Vendôme         |  |  |  |  |  |  |  |  |  |  |  |  |  |  |  |
|  |                                                  |  |  |  |  |  |  |  |  |  |  |  |  |  |  |  |
|  |                                                  |  |  |  |  |  |  |  |  |  |  |  |  |  |  |  |
|  | 8. Charles de Bourbon, Công tước Vendôme         |  |  |  |  |  |  |  |  |  |  |  |  |  |  |  |
|  |                                                  |  |  |  |  |  |  |  |  |  |  |  |  |  |  |  |
|  |                                                  |  |  |  |  |  |  |  |  |  |  |  |  |  |  |  |
|  | 17. Marie của Luxembourg                         |  |  |  |  |  |  |  |  |  |  |  |  |  |  |  |
|  |                                                  |  |  |  |  |  |  |  |  |  |  |  |  |  |  |  |
|  |                                                  |  |  |  |  |  |  |  |  |  |  |  |  |  |  |  |
|  | 4. Antoine của Navarra                           |  |  |  |  |  |  |  |  |  |  |  |  |  |  |  |
|  |                                                  |  |  |  |  |  |  |  |  |  |  |  |  |  |  |  |
|  |                                                  |  |  |  |  |  |  |  |  |  |  |  |  |  |  |  |
|  | 18. René xứ Alençon                              |  |  |  |  |  |  |  |  |  |  |  |  |  |  |  |
|  |                                                  |  |  |  |  |  |  |  |  |  |  |  |  |  |  |  |
|  |                                                  |  |  |  |  |  |  |  |  |  |  |  |  |  |  |  |
|  | 9. Françoise xứ Alençon                          |  |  |  |  |  |  |  |  |  |  |  |  |  |  |  |
|  |                                                  |  |  |  |  |  |  |  |  |  |  |  |  |  |  |  |
|  |                                                  |  |  |  |  |  |  |  |  |  |  |  |  |  |  |  |
|  | 19. Margaret xứ Lorraine                         |  |  |  |  |  |  |  |  |  |  |  |  |  |  |  |
|  |                                                  |  |  |  |  |  |  |  |  |  |  |  |  |  |  |  |
|  |                                                  |  |  |  |  |  |  |  |  |  |  |  |  |  |  |  |
|  | 2. Henry IV của Pháp                             |  |  |  |  |  |  |  |  |  |  |  |  |  |  |  |
|  |                                                  |  |  |  |  |  |  |  |  |  |  |  |  |  |  |  |
|  |                                                  |  |  |  |  |  |  |  |  |  |  |  |  |  |  |  |
|  | 20. John III của Navarra                         |  |  |  |  |  |  |  |  |  |  |  |  |  |  |  |
|  |                                                  |  |  |  |  |  |  |  |  |  |  |  |  |  |  |  |
|  |                                                  |  |  |  |  |  |  |  |  |  |  |  |  |  |  |  |
|  | 10. Henry II của Navarra                         |  |  |  |  |  |  |  |  |  |  |  |  |  |  |  |
|  |                                                  |  |  |  |  |  |  |  |  |  |  |  |  |  |  |  |
|  |                                                  |  |  |  |  |  |  |  |  |  |  |  |  |  |  |  |
|  | 21. Catherine của Navarra                        |  |  |  |  |  |  |  |  |  |  |  |  |  |  |  |
|  |                                                  |  |  |  |  |  |  |  |  |  |  |  |  |  |  |  |
|  |                                                  |  |  |  |  |  |  |  |  |  |  |  |  |  |  |  |
|  | 5. Jeanne III của Navarra                        |  |  |  |  |  |  |  |  |  |  |  |  |  |  |  |
|  |                                                  |  |  |  |  |  |  |  |  |  |  |  |  |  |  |  |
|  |                                                  |  |  |  |  |  |  |  |  |  |  |  |  |  |  |  |
|  | 22. Charles, Bá tước Angoulême                   |  |  |  |  |  |  |  |  |  |  |  |  |  |  |  |
|  |                                                  |  |  |  |  |  |  |  |  |  |  |  |  |  |  |  |
|  |                                                  |  |  |  |  |  |  |  |  |  |  |  |  |  |  |  |
|  | 11. Marguerite de Navarra                        |  |  |  |  |  |  |  |  |  |  |  |  |  |  |  |
|  |                                                  |  |  |  |  |  |  |  |  |  |  |  |  |  |  |  |
|  |                                                  |  |  |  |  |  |  |  |  |  |  |  |  |  |  |  |
|  | 23. Louise xứ Savoy                              |  |  |  |  |  |  |  |  |  |  |  |  |  |  |  |
|  |                                                  |  |  |  |  |  |  |  |  |  |  |  |  |  |  |  |
|  |                                                  |  |  |  |  |  |  |  |  |  |  |  |  |  |  |  |
|  | 1. Louis XIII của Pháp                           |  |  |  |  |  |  |  |  |  |  |  |  |  |  |  |
|  |                                                  |  |  |  |  |  |  |  |  |  |  |  |  |  |  |  |
|  |                                                  |  |  |  |  |  |  |  |  |  |  |  |  |  |  |  |
|  | 24. Giovanni dalle Bande Nere                    |  |  |  |  |  |  |  |  |  |  |  |  |  |  |  |
|  |                                                  |  |  |  |  |  |  |  |  |  |  |  |  |  |  |  |
|  |                                                  |  |  |  |  |  |  |  |  |  |  |  |  |  |  |  |
|  | 12. Cosimo I de' Medici, Đại Công tước Tuscany   |  |  |  |  |  |  |  |  |  |  |  |  |  |  |  |
|  |                                                  |  |  |  |  |  |  |  |  |  |  |  |  |  |  |  |
|  |                                                  |  |  |  |  |  |  |  |  |  |  |  |  |  |  |  |
|  | 25. Maria Salviati                               |  |  |  |  |  |  |  |  |  |  |  |  |  |  |  |
|  |                                                  |  |  |  |  |  |  |  |  |  |  |  |  |  |  |  |
|  |                                                  |  |  |  |  |  |  |  |  |  |  |  |  |  |  |  |
|  | 6. Francesco I de' Medici, Đại Công tước Tuscany |  |  |  |  |  |  |  |  |  |  |  |  |  |  |  |
|  |                                                  |  |  |  |  |  |  |  |  |  |  |  |  |  |  |  |
|  |                                                  |  |  |  |  |  |  |  |  |  |  |  |  |  |  |  |
|  | 26. Pedro Álvarez de Toledo                      |  |  |  |  |  |  |  |  |  |  |  |  |  |  |  |
|  |                                                  |  |  |  |  |  |  |  |  |  |  |  |  |  |  |  |
|  |                                                  |  |  |  |  |  |  |  |  |  |  |  |  |  |  |  |
|  | 13. Eleonora di Toledo                           |  |  |  |  |  |  |  |  |  |  |  |  |  |  |  |
|  |                                                  |  |  |  |  |  |  |  |  |  |  |  |  |  |  |  |
|  |                                                  |  |  |  |  |  |  |  |  |  |  |  |  |  |  |  |
|  | 27. Maria Osorio                                 |  |  |  |  |  |  |  |  |  |  |  |  |  |  |  |
|  |                                                  |  |  |  |  |  |  |  |  |  |  |  |  |  |  |  |
|  |                                                  |  |  |  |  |  |  |  |  |  |  |  |  |  |  |  |
|  | 3. Marie de' Medici                              |  |  |  |  |  |  |  |  |  |  |  |  |  |  |  |
|  |                                                  |  |  |  |  |  |  |  |  |  |  |  |  |  |  |  |
|  |                                                  |  |  |  |  |  |  |  |  |  |  |  |  |  |  |  |
|  | 28. Felipe I của Castilla                        |  |  |  |  |  |  |  |  |  |  |  |  |  |  |  |
|  |                                                  |  |  |  |  |  |  |  |  |  |  |  |  |  |  |  |
|  |                                                  |  |  |  |  |  |  |  |  |  |  |  |  |  |  |  |
|  | 14. Ferdinand I, Hoàng đế La Mã Thần thánh       |  |  |  |  |  |  |  |  |  |  |  |  |  |  |  |
|  |                                                  |  |  |  |  |  |  |  |  |  |  |  |  |  |  |  |
|  |                                                  |  |  |  |  |  |  |  |  |  |  |  |  |  |  |  |
|  | 29. Joanna của Castile                           |  |  |  |  |  |  |  |  |  |  |  |  |  |  |  |
|  |                                                  |  |  |  |  |  |  |  |  |  |  |  |  |  |  |  |
|  |                                                  |  |  |  |  |  |  |  |  |  |  |  |  |  |  |  |
|  | 7. Johanna của Áo                                |  |  |  |  |  |  |  |  |  |  |  |  |  |  |  |
|  |                                                  |  |  |  |  |  |  |  |  |  |  |  |  |  |  |  |
|  |                                                  |  |  |  |  |  |  |  |  |  |  |  |  |  |  |  |
|  | 30. Vladislav II của Bohemia                     |  |  |  |  |  |  |  |  |  |  |  |  |  |  |  |
|  |                                                  |  |  |  |  |  |  |  |  |  |  |  |  |  |  |  |
|  |                                                  |  |  |  |  |  |  |  |  |  |  |  |  |  |  |  |
|  | 15. Anna của Bohemia và Hungary                  |  |  |  |  |  |  |  |  |  |  |  |  |  |  |  |
|  |                                                  |  |  |  |  |  |  |  |  |  |  |  |  |  |  |  |
|  |                                                  |  |  |  |  |  |  |  |  |  |  |  |  |  |  |  |
|  | 31. Anna xứ Foix-Candale                         |  |  |  |  |  |  |  |  |  |  |  |  |  |  |  |
|  |                                                  |  |  |  |  |  |  |  |  |  |  |  |  |  |  |  |
|  |                                                  |  |  |  |  |  |  |  |  |  |  |  |  |  |  |  |